# Panie Janie

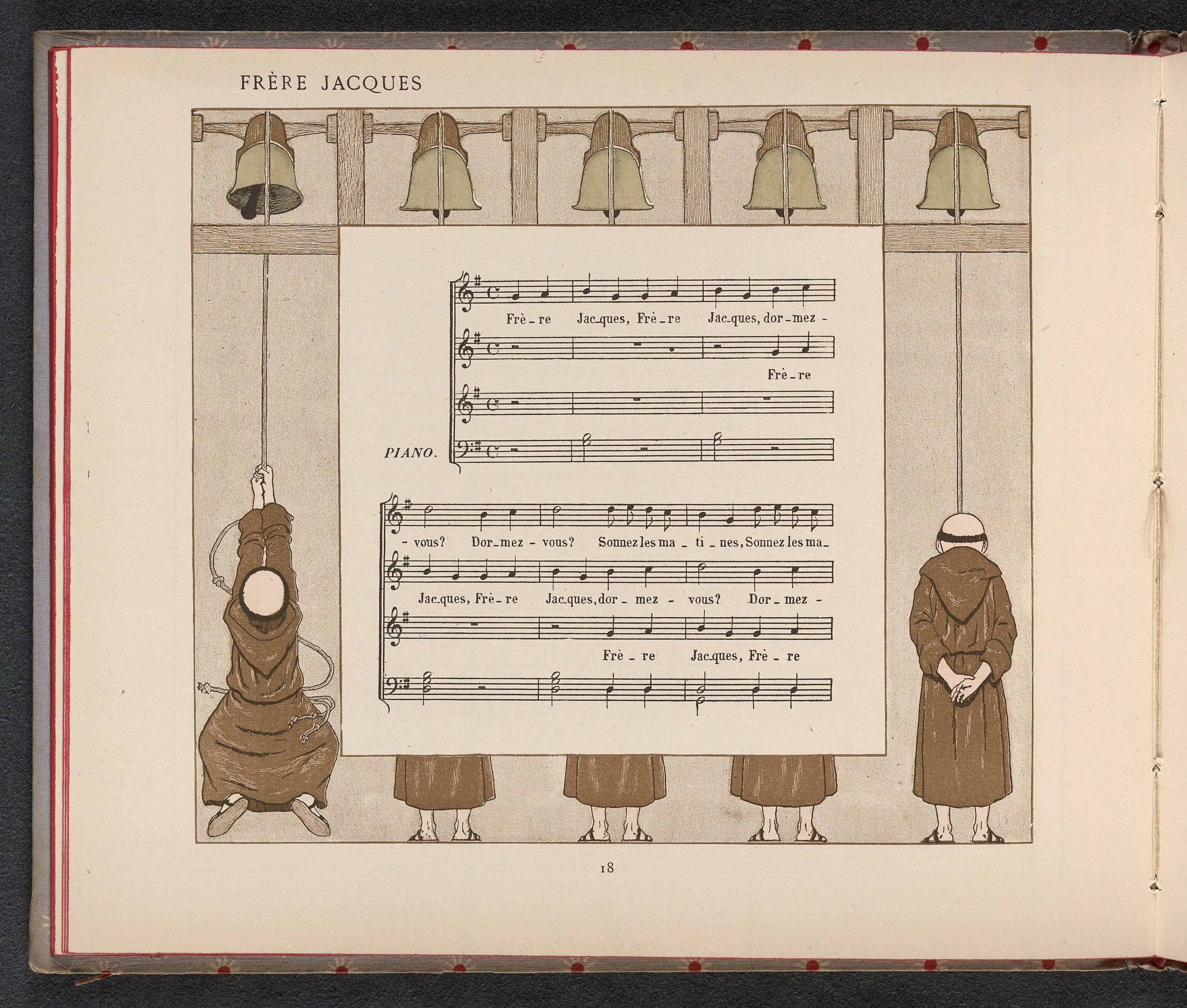
„Panie Janie” po francusku

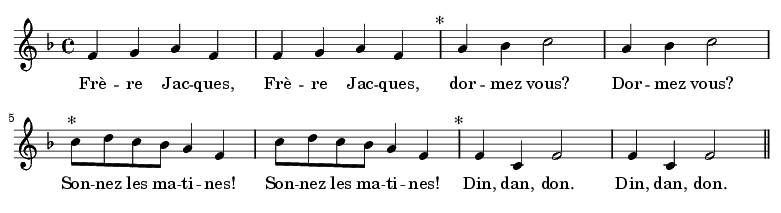
„Panie Janie” po francusku

Panie Janie – piosenka. Wykonuje się ją najczęściej jako kanon dwu- lub czterogłosowy.
Panie Janie! Panie Janie!
Rano wstań! Rano wstań!
||: Wszystkie dzwony biją, :||
Bim, bam, bom, bim, bam, bom.
W Wielkiej Brytanii, Niemczech, a w następstwie również w innych krajach germańskich, panuje przekonanie, że jest to francuska piosenka dziecięca. Jednak istnieją poważne przesłanki ku temu, by zaliczyć ją do ogólnoeuropejskiego dziedzictwa kulturowego.
Pieśń jest znana w Europie, przetłumaczono ją na większość języków europejskich. Znana jest również poza Europą: w Azji, w Afryce, w Ameryce Północnej. Czirokezi budzą Józefa na polowanie. Chińczycy śpiewają na tę samą melodię piosenkę o tygrysach lub o komarach. Piosenki te tak zadomowiły się w Chinach, że uważane są za chińskie piosenki ludowe.

## Historia
Historia tego utworu sięga najprawdopodobniej późnego średniowiecza i związana jest z historią szlaków pielgrzymkowych do grobu św. Jakuba Apostoła.
Od IX w. do Santiago de Compostela w północno-zachodniej Hiszpanii podążają pielgrzymki – i to nie tylko z Hiszpanii, ale z bardzo odległych stron. (Santiago znaczyło pierwotnie „Święty Jakub”, dziś znaczy tyle co „Jakub”, przy czym chodzi tu o postać Apostoła Jakuba, a nie biblijnego Patriarchy Jakuba, syna Izaaka; obecnie „św. Jakub” to San Santiago).
W ciągu wieków powstała cała sieć dróg, zwanych Drogą św. Jakuba, które wiodły od Morza Bałtyckiego przez Polskę, Niemcy, Szwajcarię i Francję aż do Santiago. Rekonstrukcja tych szlaków (rozpoczęta w 1986, trwająca nadal) była pierwszym projektem w ramach programu Europejskich Szlaków Kulturowych Rady Europy.
Być może pierwotna wersja powstała w języku łacińskim, który w tamtych czasach był językiem liturgicznym i międzynarodowym – społeczność pielgrzymów mówiła przecież bardzo różnymi językami. Być może pieśń powstała w którejś z grup pątniczych w jej ojczystym języku i wersja łacińska była jednym z pierwszych tłumaczeń.
Quare dormis, o Iacobe,
Etiam nunc, etiam nunc?
||: Resonant campanae, :||
Din din dan, din din dan.
Uczestnicy pielgrzymek do Santiago de Compostela zwani byli pielgrzymami lub braćmi jakubowymi. Dawniej pielgrzymi wędrowali pieszo, wędrówka trwała nieraz całe miesiące. Pątnicy wstawali bardzo wcześnie, by po porannej mszy świętej wyruszyć w dalszą drogę.
W XV wieku, na trasie do Santiago, powstała piosenka, wyśmiewająca leniwych pielgrzymów, którzy nie zrywali się na pierwszy dźwięk dzwonu.

### Niemcy
Piosenka pojawiła się w Niemczech w XVII w.
Bohater kanonu nazywa się Bruder Jakob (Brat Jakub) lub Meister Jakob (Mistrz Jakub). Zwracamy się do niego bezpośrednio, w 2. os. l. poj. (du).
„Brat Jakub” może oznaczać zarówno pielgrzyma, jak i prostego zakonnika. „Mistrz Jakub” może oznaczać rzemieślnika. Rzemieślnicy byli znacząca grupą wśród pielgrzymów. Pielgrzymka do Composteli była niejako obowiązkiem świeżo wyzwolonego czeladnika. Może również oznaczać budowniczego kościoła. Co najmniej od XI do XVI we Francji i w Hiszpanii istniał cech budowniczych kościołów o nazwie les Enfants du Maître Jacques (Kinder von Meister Jakob = Dzieci Mistrza Jakuba). Wiele z niemieckich kościołów zostało zbudowanych przez „Mistrza Jakuba”.
W Austrii prawdopodobnie był to również Bruder Martin (Brat Marcin).

### Francja
Bohater kanonu nazywa się Frère Jacques (Brat Jakub). Zwracamy się do niego bardziej formalnie, w 2. os. l. mn. (vous).

### Hiszpania
W języku hiszpańskim wyjątkowo bohater kanonu nosi cztery różne imiona: Martinillo, Fray Santiago, Fray Francisco lub Fray Felipe.
W katedrze w hiszpańskim mieście Burgos – ważnym etapie na Drodze św. Jakuba – znajduje się sławny zegar z XVI w. Charakterystycznym elementem są dwie postacie: większa – Papamoscas, od której zegar nosi nazwę – i mniejsza – Martinillo.
Papamoscas wybija pełne godziny, uderzając w dzwon i poruszając przy tym ustami, jakby śpiewał z trzymanej w dłoni partytury (stąd zapewne jego imię, oznaczające prawdopodobnie „połykacz much”).
Martinillo wybija kolejne kwadranse, uderzając w dwa dzwonki trzymanymi w dłoniach młoteczkami. Jego imię powstało zapewne z połączenia męskiego imienia Martín ze słowem martillo (= „młotek”).
Santiago pierwotnie znaczyło „święty Jakub Większy, Apostoł”, dzisiaj to po prostu „Jakub”.

## Analiza tekstu
Analiza uwzględnia tylko dostępne wersje w językach europejskich (poza albańskim), nie uwzględnia również tłumaczeń na język esperanto, które powstały w XX w.
- Imię bohatera piosenki

Brat Jakub

Brat Santiago = (święty) Jakub

Ojciec Jakub

Mistrz Jakub

Dzwonnik Marcin

Martinillo

Brat Marcin

Brat Jan

Pan Jan

Brat Filip

Brat Franciszek
- Co się dzieje?

Słychać dzwon(y).

Bohater piosenki śpi, choć powinien był wstać (domyślnie: jako pierwszy).

Bohater piosenki śpi i nie słyszy dzwonu (dzwonów).

Nie wiadomo, gdzie bohater piosenki jest.
- Co powinien zrobić?

Wstać na dźwięk dzwonu (dzwonów).

Bić w dzwon(y).

Dzwonić na poranną modlitwę / na jutrznię.
(W kilkuzwrotkowej włoskiej wersji: dzwonić na jutrznię, w południe i na nabożeństwo wieczorne / nieszpory.)

## Panie Janiejako inspiracja w muzyce
- Trzecia część I symfonii Gustava Mahlera (Symfonia No. 1 D-dur Tytan). Na początku tej części Mahler cytuje melodię piosenki Panie Janie (podając jej tytuł Bruder Martin), ale w tonacji d-moll, co nadaje kompozycji charakter marsza żałobnego. Zmiana trybu z dur na moll w tej melodii niekoniecznie jest pomysłem Mahlera, gdyż w XIX i na początku XX w. taka wersja była śpiewana w niektórych regionach Austrii i Mahler mógł ją znać[potrzebny przypis].
- Panie Janie w stylu jazz (tekst: Ludwik Starski, muzyka: Henryk Wars, film: Zapomniana melodia, 1938)[3][4].
- Płyta Bokaj Retsiem (anagram Meister Jakob) – „półamatorska, naiwna psychodelia ze złotego okresu niemieckiego rock’n’rolla” (1968)[5].
- Piosenka zespołu The Beatles pt. Paperback Writer (1966) – w tle piosenki George Harrison i John Lennon śpiewają Panie Janie[6].
- Krótki fragment Panie Janie pojawia się w utworze Rendez-Vous 98 Jeana-Michela Jarre’a i Apollo 440 (1998)[7].
- Płyta polskiego zespołu Klezzmates pod tym samym tytułem (2005) – zawierająca muzykę klezmerską „własnego pomysłu”. W utworze Two Faces of Klezzmates słyszymy „dwutematyczną fugę o niebanalnie przeprowadzonym temacie, w której drugi temat stanowi znana melodia Panie Janie, z tym że w tonacji molowej”[8].
- Piosenka koreańskiego zespołu NMIXX pt. Young, Dumb, Stupid (2023); refren napisany jest na melodię Panie Janie[9].
- Motyw pojawia się w utworze Underdog, zespołu Sly & The Family Stone.

## Inne zastosowanie melodii
Melodia kanonu jest wykorzystywana w praktyce przedszkolnej i w dydaktyce języków obcych. Do tej melodii układane są słowa, mające zachęcać do zabawy lub utrwalać słownictwo, względnie reguły gramatyczne języka obcego.
W Chinach wykorzystywana była do walki politycznej (jak kuplety z okresu po obaleniu cesarstwa (1911), zachęcające: „Razem bijmy obce potęgi, razem bijmy konserwatywnych konfucjanistów”: Dadao lie qiang, dadao Kongjia dian, które w 1926 (okresu współpracy maoistów z kuomintangowcami) pretendowały do roli hymnu narodowego, czy kuplety polityczne z Placu Tian’anmen z roku 1989).